# Histórias da Meia-Noite

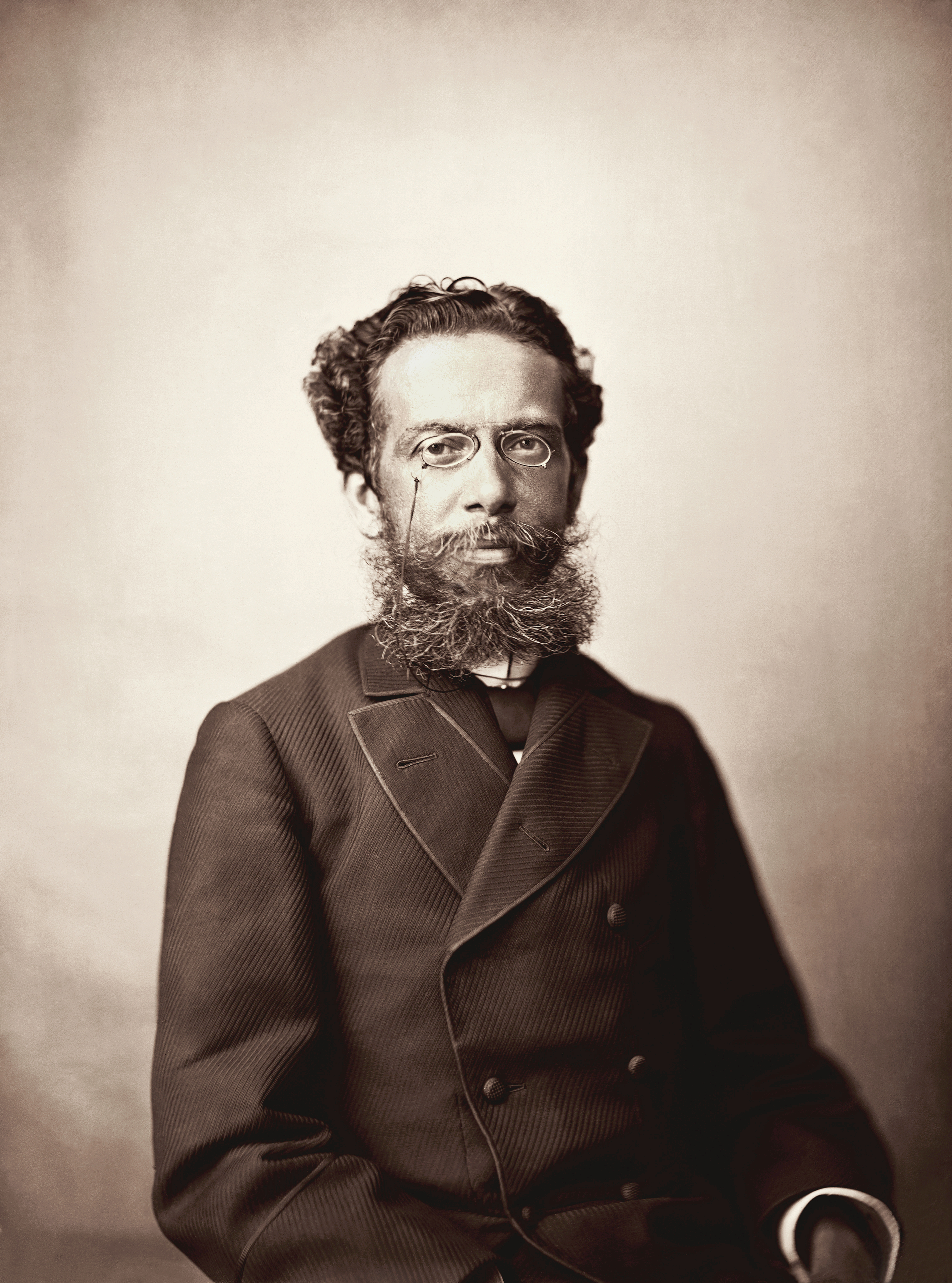
Machado de Assis.

Histórias da meia-noite é uma coletânea de contos do escritor brasileiro Machado de Assis. A compilação foi publicada em novembro de 1873, reunindo seis trabalhos publicados entre 1870 e 1873 no Jornal das Famílias.
Enquanto nos romances da década de 1870 e nas coletâneas de poesias Machado de Assis se pauta pelo espírito romântico predominante na época, nos contos reunidos neste livro o autor se aproxima do espírito mais irônico de suas crônicas, num “estilo temperado de humorismo”. “Há um tom de conversa e estudo, não a narração que busca sentimentalizar o leitor.”
Sobre o livro, escreveu o jornal A Reforma na seção Bibliografia, na segunda página da edição de 18 de novembro de 1873, em matéria não assinada (mas de autoria de Joaquim Serra): “Não perde o Sr. Machado de Assis a ocasião que se lhe apresenta de censurar o lado ridículo da sociedade que ele tão bem conhece, assim nada lhe escapa; nem o político do campanário e as suas pretensões estultas, nem o sestro literário de um certo círculo, nem a educação em geral dada entre nós às crianças, nem aqueles defeitos das moças a quem se não dá bons conselhos, deixaram de formar ao espirituoso escritor assunto para sensatas reflexões.”
Já o colunista literário do jornal O Novo Mundo de 23 de janeiro de 1874 (pág. 63) reclama que, enquanto o autor “nos dá lindos esboços de mulher”, seus personagens masculinos são pintados “com cores na verdade bem carregadas e rudes”. Por exemplo, em "A Parasita Azul", o Leandro Soares “vende um amor de muitos anos por uma eleição da vila” e o Camilo Seabra “é um mentiroso que para obter a mão da mulher que desejava ‘planeou um grande golpe’, a saber uma premeditada ‘tentativa de suicídio’. Não terá o nosso sexo algumas amostras mais atrativas?”
“Histórias da meia noite” era uma expressão corrente na época que designava histórias fictícias, sem respaldo na realidade (lorotas, por assim dizer).

## Contos
1) A parasita azul
Publicado originalmente no Jornal das Famílias de junho a setembro de 1872 com o pseudônimo Job. É um conto de amor que inicia a coletânea. Relata a volta do jovem Camilo a Goiás, depois de estudar medicina em Paris. De volta a Santa Luzia (atual Luziânia), sua cidade natal, disputa o amor da arredia Isabel com Leandro Soares. Este, rejeitado pela formosa donzela, jurou que ninguém mais se casaria com ela, e está disposto a matar um eventual pretendente. Mas Camilo, embora seja um "melhor partido", sofre a mesma rejeição por parte da moça, mesmo depois que descobre que foi ele o menino que, anos atrás, colheu para Isabel uma "linda parasita azul, entre os galhos de uma árvore", que ela guarda, já seca, com carinho. A temperamental moça só concorda em desposá-lo depois que ele lhe dá um susto, simulando uma tentativa de suicídio. Leandro, como "prêmio de consolação", ganha uma indicação para um cargo político. Segundo Milton Hatoum, o conto contrasta Paris, a capital do mundo, com  um grotão no interior de Goiás, sendo "um dos primeiros contos que tratam dos disparates da sociedade brasileira, embora seja eivado de imaginação romântica e traços romanescos, como a paixão do protagonista Camilo por uma princesa moscovita e outras peripécias parisienses."
TRECHO: Paris e a princesa, tudo havia desaparecido do coração e da memória do rapaz. Um só ente, um lugar único mereciam agora as suas atenções: Isabel e Goiás.
2) As bodas de Luís Duarte
Publicado originalmente no Jornal das Famílias de junho e julho de 1873 com o título "As Bodas do Dr. Duarte" e pseudônimo Lara. É um conto que consiste no casamento de Luís Duarte com Carlota Lemos. Descreve uma história ocorrida em apenas um dia, justamente o dia do casamento, no qual há uma cerimônia a que familiares e amigos das duas famílias comparecem. O personagem mais relevante é o Tenente Porfírio, que com sua retórica um tanto quanto exagerada, mas apreciada, é considerado um homem imprescindível para qualquer cerimônia da região.
Num período em que Machado produzia romances inseridos no espírito romântico, nesta "sátira aos ritos pequeno-burgueses" dá um primeiro passo na direção ao realismo literário, ao descrever nos mínimos detalhes, quase em tempo real (sem saltos temporais), com forte carga de ironia, a cerimônia de casamento de Carlota com o mancebo Luís Duarte. "Ao longo da narrativa aparecem cenas e personagens que dão sucessão à sociedade de aparências, preocupada, sobretudo, com o efeito de seus atos, deixando de lado a essência dos acontecimentos. Com uma espécie de câmera cinematográfica, sendo assim, o narrador machadiano percorre todas as personagens presentes na cerimônia, tecendo comentários sobre elas ou flagrando algumas de suas ações. A intenção é de apresentá-las de modo irônico e ambíguo, causando humor na leitura."
TRECHO COM FORTE CARGA IRÔNICA DESCREVENDO O DR. VALENÇA: O abdômen é a expressão mais positiva da gravidade humana; um homem magro tem necessariamente os movimentos rápidos; ao passo que para ser completamente grave precisa ter os movimentos tardos e
medidos. Um homem verdadeiramente grave não pode gastar menos de dois minutos em tirar o lenço e assoar-se. O Dr. Valença gastava três quando estava com defluxo e quatro no estado normal. Era um homem gravíssimo.
TRECHO DO DISCURSO DO TENENTE PORFÍRIO: Senhores, duas flores nasceram em diverso canteiro, ambas pulcras, ambas rescendentes, ambas cheias de vitalidade divina. Nasceram uma para outra; era o cravo e a rosa; a rosa vivia para o cravo, o cravo vivia para a rosa: veio uma brisa e comunicou os perfumes das duas flores, e as flores, conhecendo que se amavam, correram uma para a outra. A brisa apadrinhou essa união.
3) Ernesto de Tal
Publicado originalmente no Jornal das Famílias de março e abril de 1873, com os pseudônimos J.J. e Job, respectivamente. Ernesto é apaixonado por Rosina, que finge mutualidade no sentimento, caso ela não consiga encontrar um marido mais alto na sociedade. Rosina, quando Ernesto fica duvidoso sobre suas intenções e a confronta, inventa desculpas por qualquer que seja a atitude de que ele (corretamente) suspeita, de forma que ele se sinta culpado pelo mal-estar que "ele" causou. Rosina decide casar-se com um "rapaz de nariz comprido" ainda mantendo Ernesto como plano B, mas este descobre sobre o casamento. Ernesto confronta o rapaz de nariz comprido, e após uma briga se unem contra Rosina: Ambos mandam a mesma carta anunciando a descoberta do plano dela e o término de suas relações. Os dois se tornam amigos. Rosina, pensando ter perdido o rapaz de nariz comprido de vez, apela a Ernesto e o convence a se casar com ela, ameaçando até suicídio caso ele não satisfaça essa paixão. Ernesto e o rapaz de nariz comprido continuam bons amigos, mas o segundo nunca se casa.
A história transcorre em 1850, quando o autor era criança. Os dois rivais principais pelo amor de Rosina não têm seus nomes revelados: Ernesto de Tal ("não estou autorizado para dizer o nome todo") e o "rapaz de nariz comprido". A "Rua Nova do Conde esquina do Campo da Aclamação" onde começa o conto corresponde hoje à Rua Frei Caneca, esquina do Campo de Santana, na época área residencial. A Rua do Areal, até onde Ernesto sobe, é hoje a Rua Moncorvo Filho.
TRECHO: Veja o leitor aquela moça que ali está, sentada num sofá, entre duas damas da mesma idade, conversando baixinho com elas, e requebrando de quando em quando os olhos. É Rosina. Os olhos de Rosina não enganam ninguém exceto os namorados. Os olhos dela são espertinhos e caçadores, e com um certo movimento que ela lhes dá, ficam ainda mais caçadores e espertinhos.
4) Aurora sem dia
Publicado originalmente no Jornal das Famílias de novembro e dezembro de 1870 assinado como Machado de Assis. É um conto que possui um tom irônico, e descreve a trajetória de Tinoco, funcionário de um fórum que decide virar poeta. Porém, seus poemas são superficiais, começam a se transformar em discursos, e Tinoco resolve seguir carreira política. Em seguida, desiste da política e dedica-se à agricultura. É uma crítica à vaidade de artistas mediocres e à falta de seriedade na política. O conto publicado em 1870 no Jornal das famílias foi significativamente modificado quando de sua publicação em Histórias da meia-noite. O foco narrativo foi alterado, partes foram suprimidas e outras foram adicionadas. De modo geral, o tom moralista da primeira versão foi substituído por uma perspectiva mais irônica.
Dois termos empregados pelo autor tinham na época acepções diferentes de hoje: em "tragara até às fezes a taça do infortúnio", "fezes" tem o sentido de "borra" (substância que se deposita no fundo do recipiente), e em "imagens safadas", este adjetivo tem o sentido de "gasto ou inutilizado pelo uso".
TRECHO: Os jornais andavam cheios de produções suas, umas tristes, outras alegres, não daquela tristeza nem daquela alegria que vem diretamente do coração, mas de uma tristeza que fazia sorrir, e de uma alegria que fazia bocejar.
5) O relógio de ouro
Publicado originalmente no Jornal das Famílias de abril e maio de 1873 com o pseudônimo Job. Luís Negreiros encontra em casa um relógio que nunca vira antes. Questiona sua esposa, Clarinha, sobre o relógio, mas não recebe resposta. Ele se irrita e a agride, mas ainda assim nada ela responde. É implícito que Luís em pensamento a acusa de adultério. Seu sogro, Sr. Meireles, está em casa para jantar. Ele lembra Luís de seu aniversário no dia seguinte, e percebe a indiferença da filha. Meireles vai para casa avisando que não voltará mais se seja o que for que estiver acontecendo entre o casal não for resolvido. Luís pede desculpas a Clarinha, entendendo agora que o relógio era um presente. Mas ela intervém e mostra uma carta endereçada ao escritório de Luís, mas redirecionada para casa pois ele saiu antes que pudesse ser entregue. A carta, para "meu nhonhô" e assinada por "tua Iaiá", informa o envio do presente.
TRECHO:  Luís Negreiros tinha muita razão em ficar boquiaberto quando viu o relógio em casa, um relógio que não era dele, nem podia ser de sua mulher. Seria ilusão dos seus olhos? Não era; o relógio ali estava sobre uma mesa da alcova, a olhar para ele, talvez tão espantado como ele, do lugar e da situação.
6) Ponto de vista
Publicado originalmente no Jornal das Famílias de outubro e novembro de 1873 com o título "Quem Desdenha" e assinado Machado de Assis. Uma série de cartas entre D. Luísa, D. Raquel, e Dr. Alberto. Entre assuntos cotidianos, Raquel conta para Luísa sobre o casamento de Mariquinhas com o pai de Alberto. Raquel se mostra incomodada com a situação, devido à velhice do pai de Alberto. Já o próprio Alberto, embora de boa aparência, é um pobre de espírito. Luísa insinua que a insistência no assunto reflete o interesse amoroso por parte de Raquel, que nega. Com o decorrer das cartas, Raquel revela estar apaixonada e que vai casar-se, mas sem revelar a identidade do noivo para Luísa. Quando Raquel finalmente revela o nome, o conto termina com uma carta em branco de Luísa.
TRECHO: O coração é um mar, sujeito à influência da lua e dos ventos.